# Balgar
Balgar è una webserie animata bulgara creata nel 2008 da Nedelcho Bogdanov. Ambientata nella città di Nesebăr, non descrive però persone ed eventi reali, ma i personaggi principali ne sono la parodia. L'ospite speciale nella prima stagione è stato il bulgaro Niki Kanchev. La serie è stata offerta per essere trasmessa in alcune emittenti televisive bulgare, ma alla fine è stato deciso di mandare il pilot via Internet.
L'episodio pilota è stato creato nel 2008 e l'ultima della prima stagione è stata completata nel mese di gennaio del 2010. La seconda stagione è iniziata il 25 ottobre 2011, la terza il 22 gennaio 2013, la quarta nei primi mesi del 2015 solo dopo l'uscita di una trasposizione cinematografica.

## Eroi
| Nome                                 | Informazioni sul personaggio |
| ------------------------------------ | --- |
| Balgar                               | Bonario credente bulgaro in eterna amicizia, vive nella costruzione di "Glarus" 8.                                              |
| Asparuh                              | Il migliore amico della Balgar in amore con Misha e fan di "Inter". Spoiler: È morto nella quarta stagione, risparmiando Pesho. |
| Pesho Cieco                          | Figlio cieco illegittimo di un conte locale, da sempre false testimonianze alla polizia contro Asparuh.                         |
| Bilko Bibitkov                       | Presenta il reality show "Il Balgar Show".                                                                                      |
| Super Spiro                          | Supereroe leader guerra contro i nerds locali.                                                                                  |
| Detective Horatio e il Dr. Flyortsan | Detectives |
| Boris                                | Poliziotto locale il cui partner muore sempre. Il suo motto è "Io lavoro da solo."                                              |
| Unufri e Zio di Unufri               | Imbecilli di Nesebăr |
| Criminale di Spessore                | Criminale locale che non riesce mai a rubare.                                                                                   |
| Mandibula, Kukata e Ka               | Esploratori e avventurieri del 2040.                                                                                            |
| Borchia                              | Il capo della polizia a Nesebăr                                                                                                 |
| Nonna Kukuruz                        | Cartomante-falsificatore |
| Valiio                               | Fratello gemello di Asparuh. |
| Huliandar Nerazbirakiev              | Residente aNesebăr, costantemente molestata da un nerd                                                                          |
| Billy                                | L'ex partner di Boris (muore nel primo episodio -,, teoria della relatività ").                                                 |
| Misha                                | Poliziotta preferita di Asparuh                                                                                                 |

## Il film di Balgar
Dopo tre stagioni e più di cinque milioni di visualizzazioni su Internet, i personaggi della serie vengono trasferiti sul grande schermo con una trasposizione cinematografica. La prima ufficiale di "Il Balgar Film" è stato il 25 novembre 2014, mentre nelle sale cinematografiche in tutta la Bulgaria è uscito il 28 novembre 2014 E'Egli è il primo film di animazione bulgaro in 3D e full-length.